# Rafał Tataruch
Rafał Tataruch (ur. 1 lipca 1975 w Nysie) – polski doktor habilitowany nauk o kulturze fizycznej, profesor Politechniki Opolskiej, specjalizujący się w lekkiej atletyce, treningu sportowym w szczególności treningu siłowym i motorycznym oraz antropomotoryce; nauczyciel akademicki związany z Politechniką Opolską. Prezes Polskiego Związku Łyżwiarstwa Szybkiego (od 2018).

## Życiorys
Urodził się w 1975 roku w Nysie. Uczęszczał do Publicznej Szkoły Podstawowej w Bielicach w latach 1982–1990, a następnie do Technikum Elektroniczno-Elektrycznego w Kędzierzynie-Koźlu, które ukończył w 1995 roku, zdobywając tytuł technika elektromechaniki. Po pomyślnie zdanym egzaminie maturalnym, podjął studia na kierunku wychowanie fizyczne na Politechnice Opolskiej, które ukończył w 2000 roku magisterium. W 2001 roku został zatrudniony jako asystent w Zakładzie Sportów Indywidualnych Wydział Wychowania Fizycznego i Fizjoterapii na swojej macierzystej uczelni. W 2005 roku, na Wydziale Wychowania Fizycznego AWF w Katowicach obronił pracę doktorską Kondycyjne i koordynacyjne uwarunkowania umiejętności ruchowych studentów wydziału wychowania fizycznego, napisanej pod kierunkiem prof. Joachima Raczka. i uzyskał stopień naukowy doktora o specjalności antropomotoryka. Pracę habilitacyjną pt. "Optymalizacja treningu w rzucie dyskiem na różnym poziomie zaawansowania sportowego" obronił w 2012 roku uzyskując stopień naukowy doktora habilitowanego nauk o kulturze fizycznej.
Wcześniej w 2003 roku uzyskał dyplom trenera II klasy z lekkoatletyki na Akademii Wychowania Fizycznego we Wrocławiu. W 2008 roku uzyskał dyplom trenera I klasy a w 2012 roku trenera klasy Mistrzowskiej w lekkiej atletyce. Na opolskiej politechnice prowadzi zajęcia z siłowych form aktywności ruchowej, w szczególności treningu siłowym i motorycznym, lekkoatletyki oraz Teorii treningu sportowegoi. Obecnie jest profesorem Politechniki Opolskiej.
W swojej pracy zajmuje się także działalnością organizacyjną i szkoleniową. W latach 1998 - 2020 roku był członkiem Rady Wydziału WFiF PO. W latach 2002–2006 był koordynatorem planów zajęć prowadzonych na tym wydziale, a następnie od 2006 do 2008 roku zastępcą dyrektora Instytutu Wychowania Fizycznego. W latach 2008–2012 roku pełnił funkcję prodziekana do spraw organizacyjnych Wydziału Wychowania Fizycznego i Fizjoterapii PO a od 2013 do 2018 roku pełnił funkcję Kierownika Katedry Wychowania Fizycznego i Sportu.
W tym czasie był organizatorem i prowadzącym wielu konferencji i warsztatów metodycznych dla młodych pracowników naukowych swojego wydziału oraz nauczycieli wychowania fizycznego oraz instruktorów i trenerów. Jest wykładowcą Polskiego Związku Lekkiej Atletyki prowadzącym kursy instruktorskie i trenerskie.
Jest również autorem i współautorem ponad 50 wystąpień podczas konferencji i sympozjów w kraju i zagranicą głównie tematyce z zakresu torii treningu sportowego, Antropomotoryki, lekkiej atletyki oraz przygotowania motorycznego.
Współpracuje z wieloma podmiotami realizując badania zlecone w tym m.in. Modelu kultury fizycznej miasta Opola w 2007 roku, badań sprawności motorycznej kadry wojewódzkiej młodzieży w latach 2007-2011 oraz poziomu przygotowania zaplecza kadry narodowej Polskiego Związku Lekkiej Atletyki w latach 2013- 2015 
Był przewodniczącym komitetu organizacyjnego Pucharów Świata w łyżwiarstwie szybkim (2018, 2020, 2021, 2023) oraz przewodniczącym komitetu organizacyjnego Mistrzostw Europy w short tracku 2021 i 2023.
W 2001 roku był jednym z założycieli sekcji lekkiej atletyki przy Klubie Uczelnianym AZS Politechniki Opolskiej i w latach 2001-2020 procował również jako trener lekkiej atletyki prowadząc grupę rzutów lekkoatletycznych. Jego podopieczni zdobyli łącznie ponad 60 medali Mistrzostw Polski oraz Akademickich Mistrzostw Polski. W latach 2010–2016 pracował jako trener kadry narodowej juniorów i młodzieżowców PZLA w rzucie dyskiem.
Od 2018 jest prezesem Polskiego Związku Łyżwiarstwa Szybkiego, również od 2018 roku jest członkiem Zarządu Polskiego Komitetu Olimpijskiego a od 2023 członkiem Prezydium PKOL.
Mieszka obecnie w Luboszycach k/Opola. Jest żonaty i ma dwóch synów i córkę

## Dorobek naukowy
Jego zainteresowania naukowe związane są z kondycyjnymi i koordynacyjnymi zdolnościami motorycznymi, treningiem sportowym i lekką atletyką. Jest autorem ponad 100 publikacji w czasopismach krajowych oraz zagranicznych, a także współautorem 5 monografii i 2 podręczników. Do ważniejszych jego publikacji należą:  
- Tataruch R. (red.) Physical condition and coordination as determinants of motoric skills of students of physical education. Politechnika Opolska 2008
- Tataruch R., Iskra J. Wykorzystanie badań naukowych w wychowaniu fizycznym i sporcie. Praca badawcza z 4 obszarów aktywności ruchowej: sport, wychowanie fizyczne, rekreacja i fizjoterapia, Cz. 3. Politechnika Opolska 2010. ISBN 978-83-60691-88-5
- Čillík I., Tataruch R.: 2013. Effect on load in athletic training. Politechnika Opolska, 77 s.
- Tataruch R.: 2014. Somatyczne i treningowe uwarunkowania szkolenia dyskoboli o zróżnicowanym poziomie sportowy. Politechnika Opolska, Studia i Monografie z. 383, 184 s. ISBN 978-83-64056-60-4

- Rogowska, A.M.; Tataruch, R.; Niedźwiecki, K.; Wojciechowska-Maszkowska, B. The Mediating Role of Self-Efficacy in the Relationship between Approach Motivational System and Sports Success among Elite Speed Skating Athletes and Physical Education Students. Int. J. Environ. Res. Public Health 2022, 19, 2899. https:// doi.org/10.3390/ijerph19052899